# Karl Neckermann
Karl Neckermann (Mannheim, Alemania, 14 de marzo de 1911-7 de marzo de 1984) fue un atleta alemán especializado en la prueba de 4 x 100 m, en la que consiguió ser campeón europeo en 1938.

## Carrera deportiva
En el Campeonato Europeo de Atletismo de 1938 ganó la medalla de oro en los relevos de 4 x 100 metros con un tiempo de 40.9 segundos que fue récord de los campeonatos, llegando a meta por delante de Suecia (plata) y Reino Unido (bronce).